# Kościół św. Mikołaja w Ujściu
Kościół św. Mikołaja w Ujściu – neobarokowy kościół parafialny w Ujściu, woj. wielkopolskie.

## Historia
Zbudowany w latach 1905 – 1907 za składek parafian na polecenie ks. Franciszka Renkawitza, ówczesnego proboszcza parafii. Został on zbudowany na miejscu kościoła zbudowanego w 1766 roku z dotacji wiernych oraz króla Stanisława Augusta Poniatowskiego metodą szachulcową.
Kościół z roku 1766 uległ jednak zniszczeniu w wyniku braku konserwacji i stało się koniecznością zbudowanie nowej świątyni.
2 sierpnia 1907 roku została dokonana konsekracja nowego kościoła przez biskupa Edwarda Likowskiego.

## Architektura

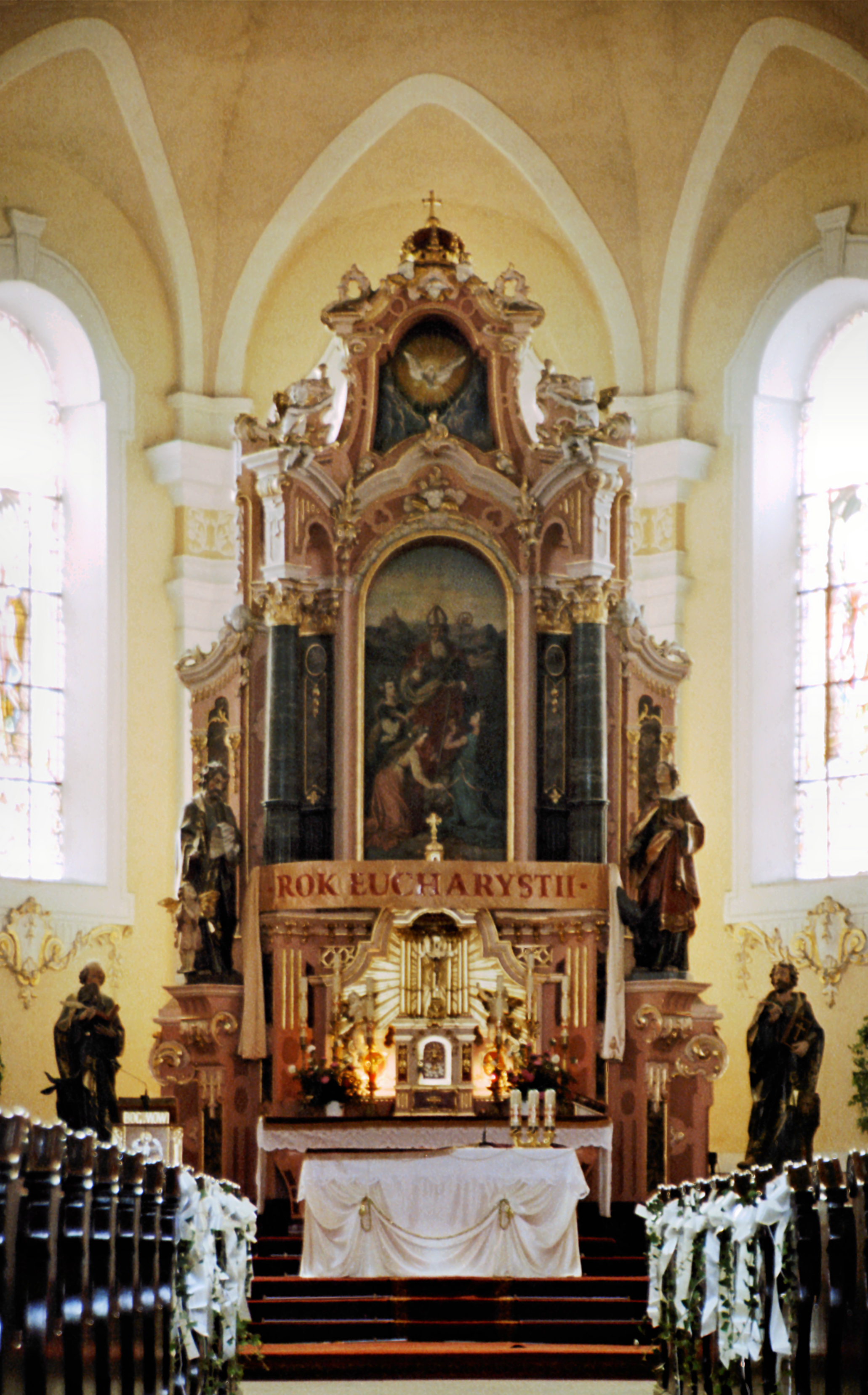
Ołtarz główny

Fasadę tworzą trzy portale i dwie wieże (każda z nich ma 40m wysokości). Pomiędzy wieżami znajduje się figura św. Mikołaja wyrzeźbiona w piaskowcu.
Wnętrze kościoła składa się z nawy głównej, dwóch naw bocznych oraz pary kaplic transeptowych. Ze starego kościoła pochodzą drewniane ołtarze boczne, chrzcielnica, ambona oraz płaskorzeźby przedstawiające drogę krzyżową. W ołtarzu głównym znajduje się duży obraz przedstawiający św. Mikołaja. Obok ołtarza znajdują się 4 naturalnej wielkości figury ewangelistów.
Za ołtarzem znajdują się witraże św. Stanisława Szczepanowskiego i św. Ottona z Bambergu.